# 王乐井乡
王乐井乡，是中华人民共和国宁夏回族自治区吴忠市盐池县下辖的一个乡镇级行政单位。

## 行政区划
王乐井乡下辖以下地区：
王乐井村、边记洼村、石山子村、曾记畔村、牛记圈村、刘四渠村、郑家堡村、鸦儿沟村、官滩村、王吾岔村、孙家楼村、狼洞沟村和双圪垯村。